# 찬국
찬국 또는 찬 수프(-soup)는 차가운 국물 음식이다.

## 지역별 찬국

### 한국

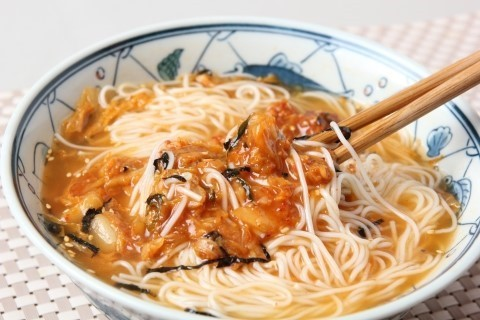
김치말이국수
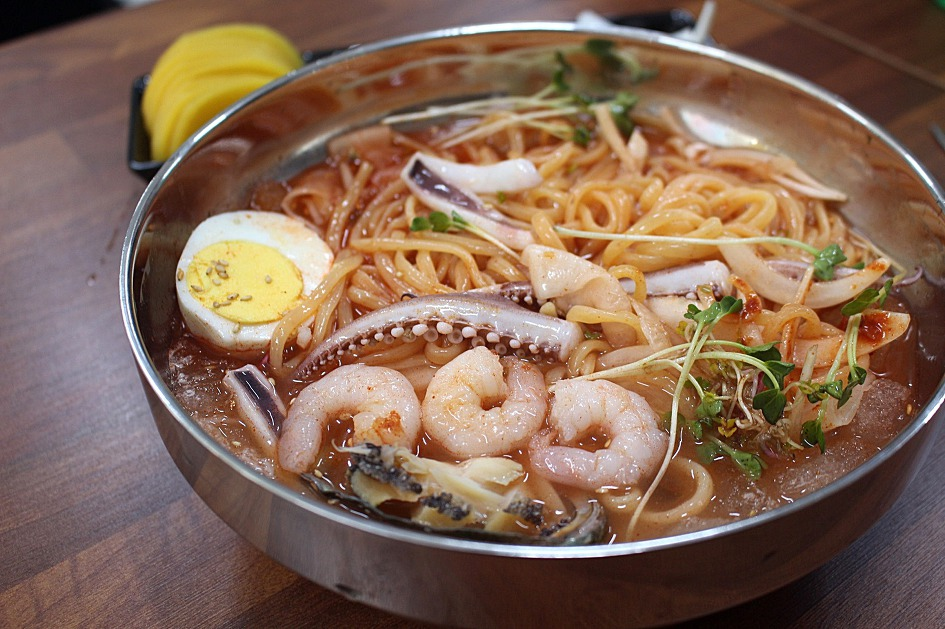
냉짬뽕
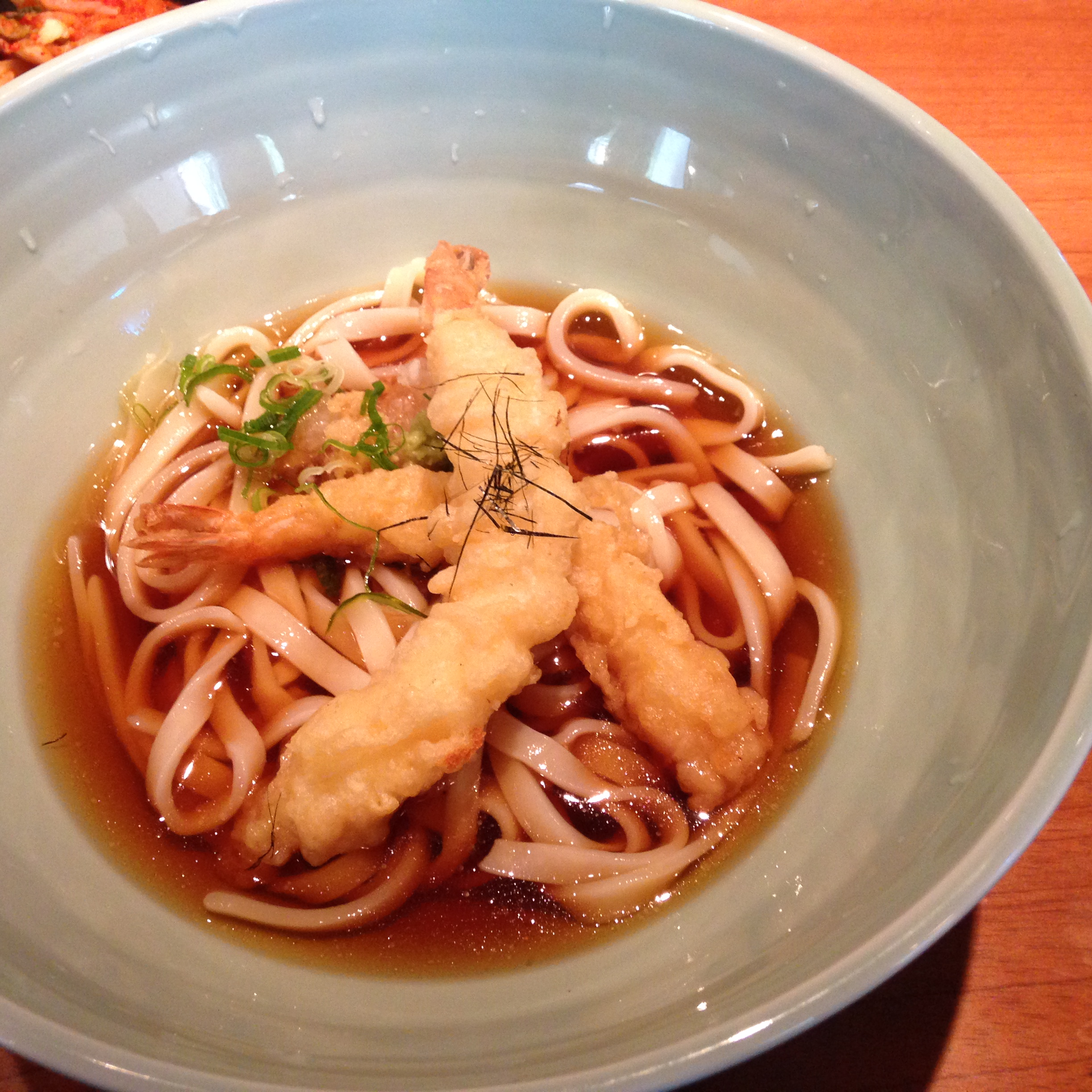
냉칼국수
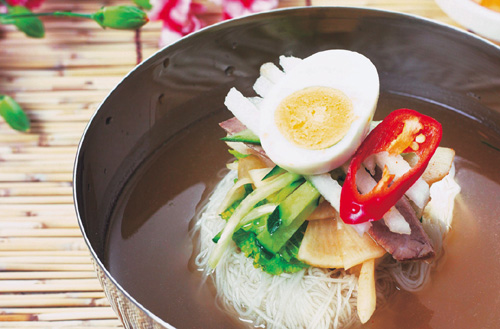
물냉면
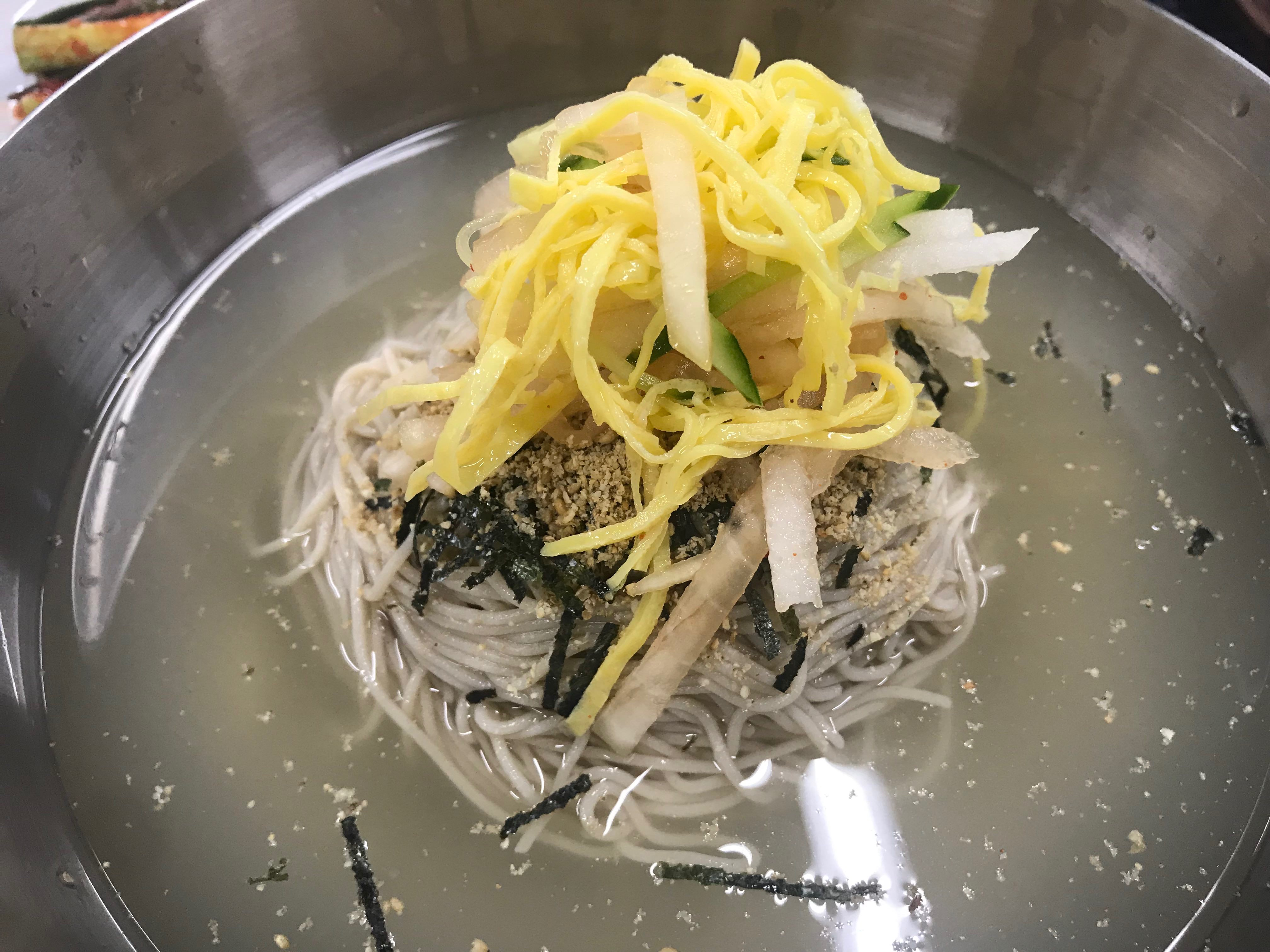
물막국수
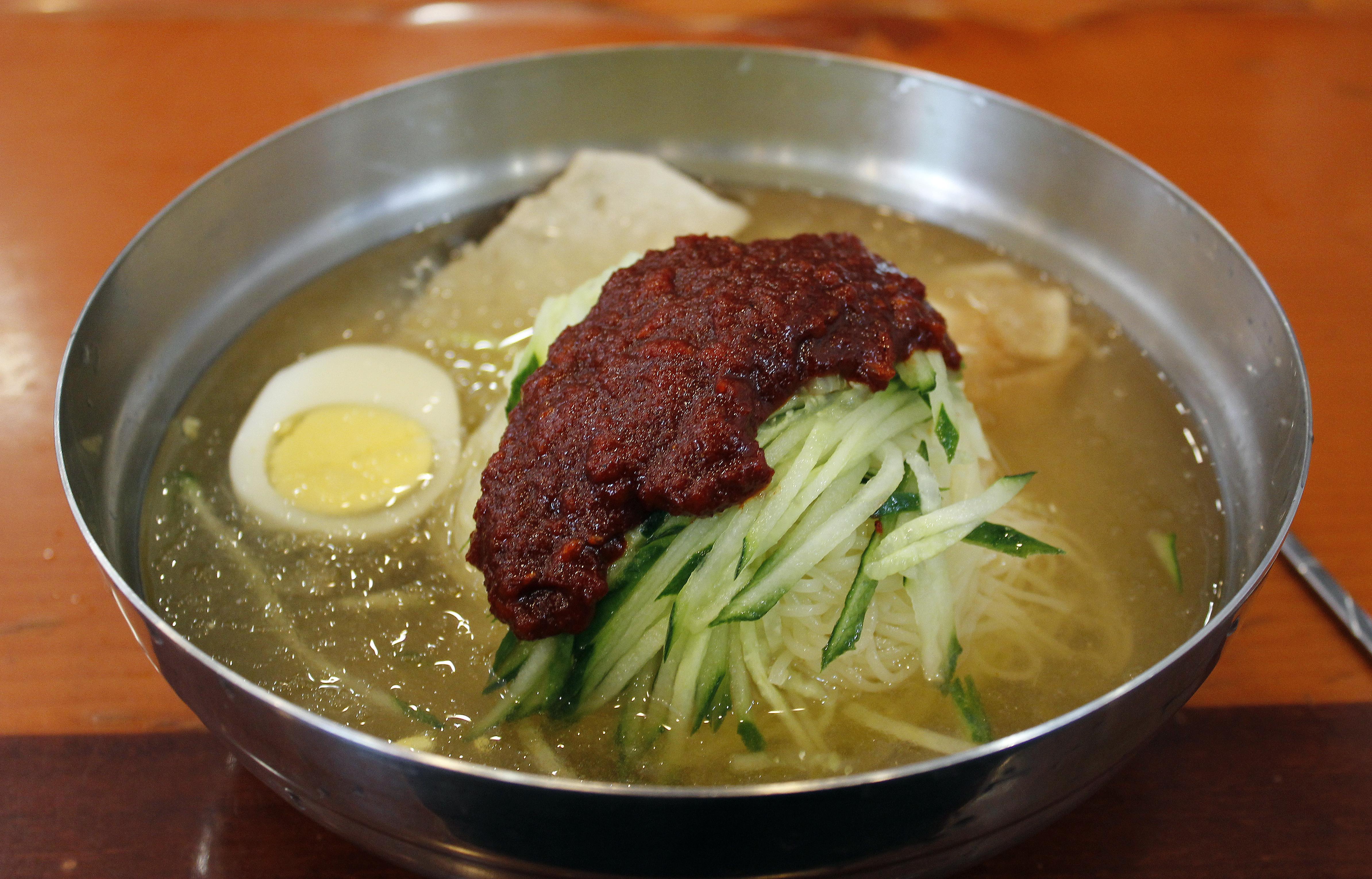
물밀면
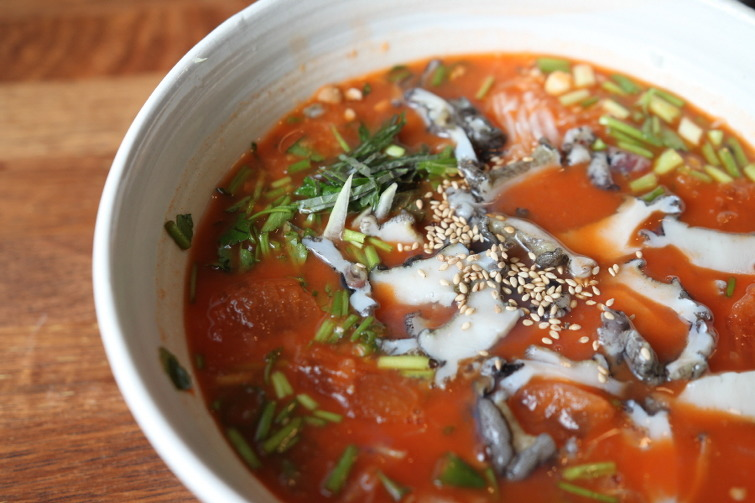
물회
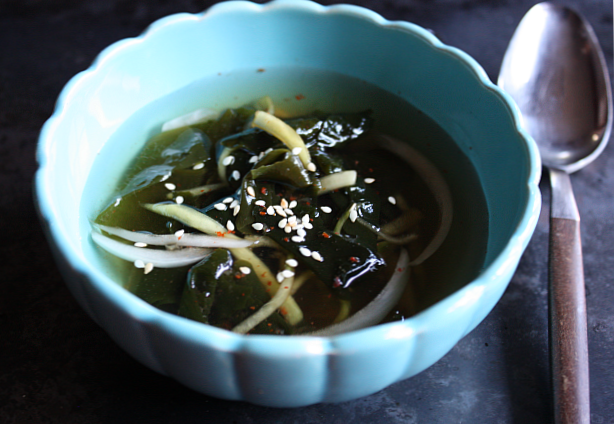
오이미역냉국
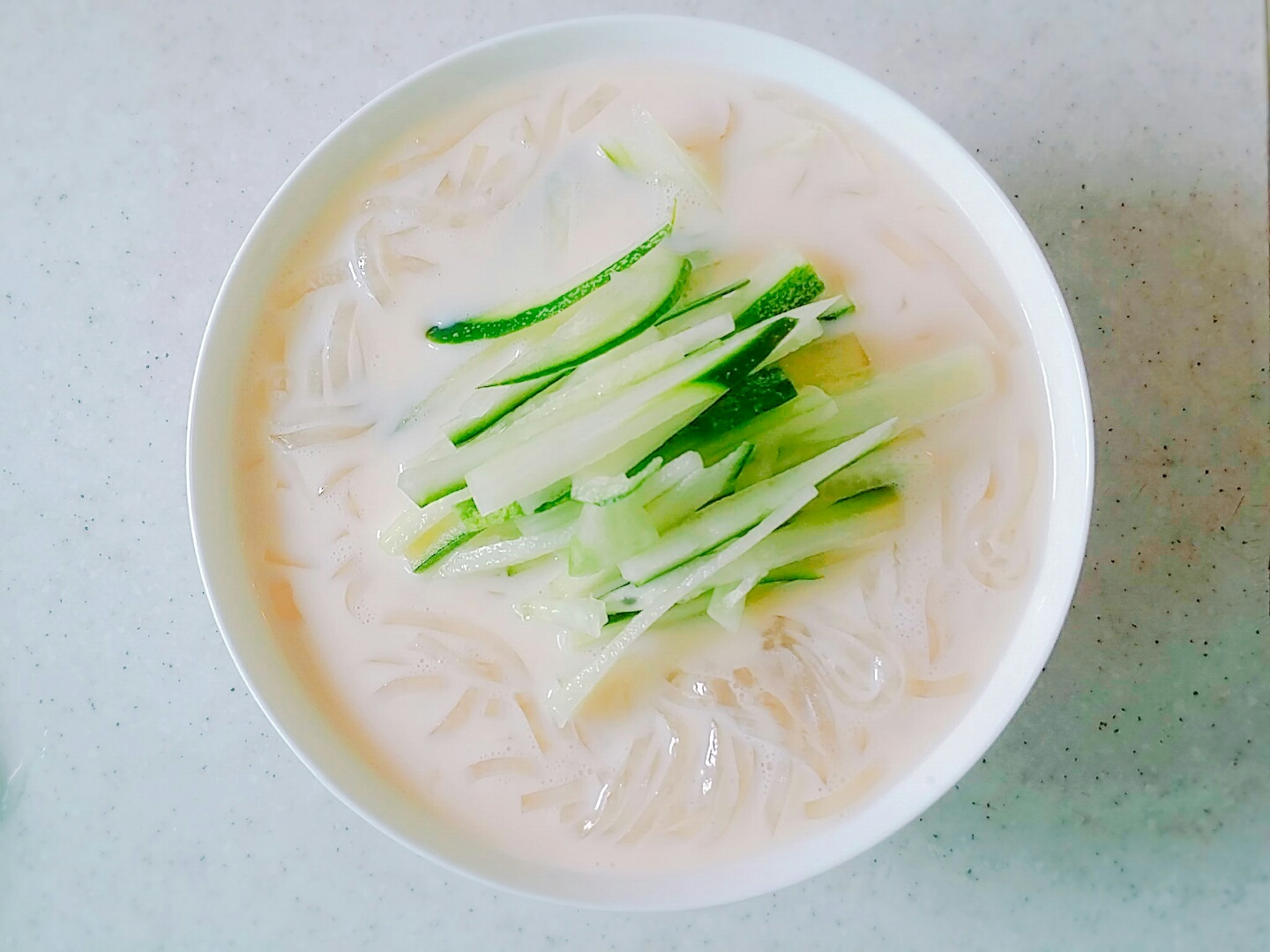
우뭇국
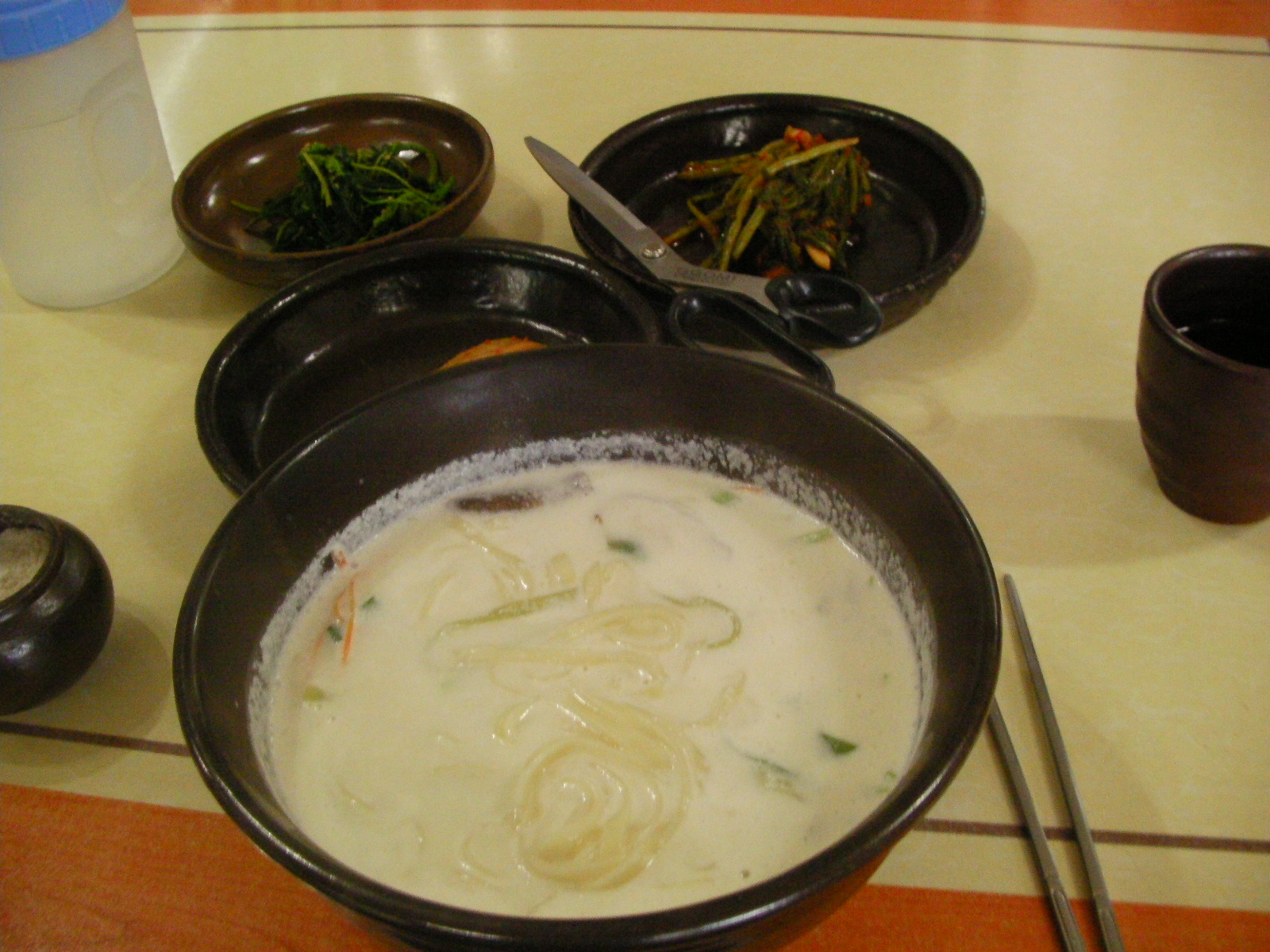
잣국수
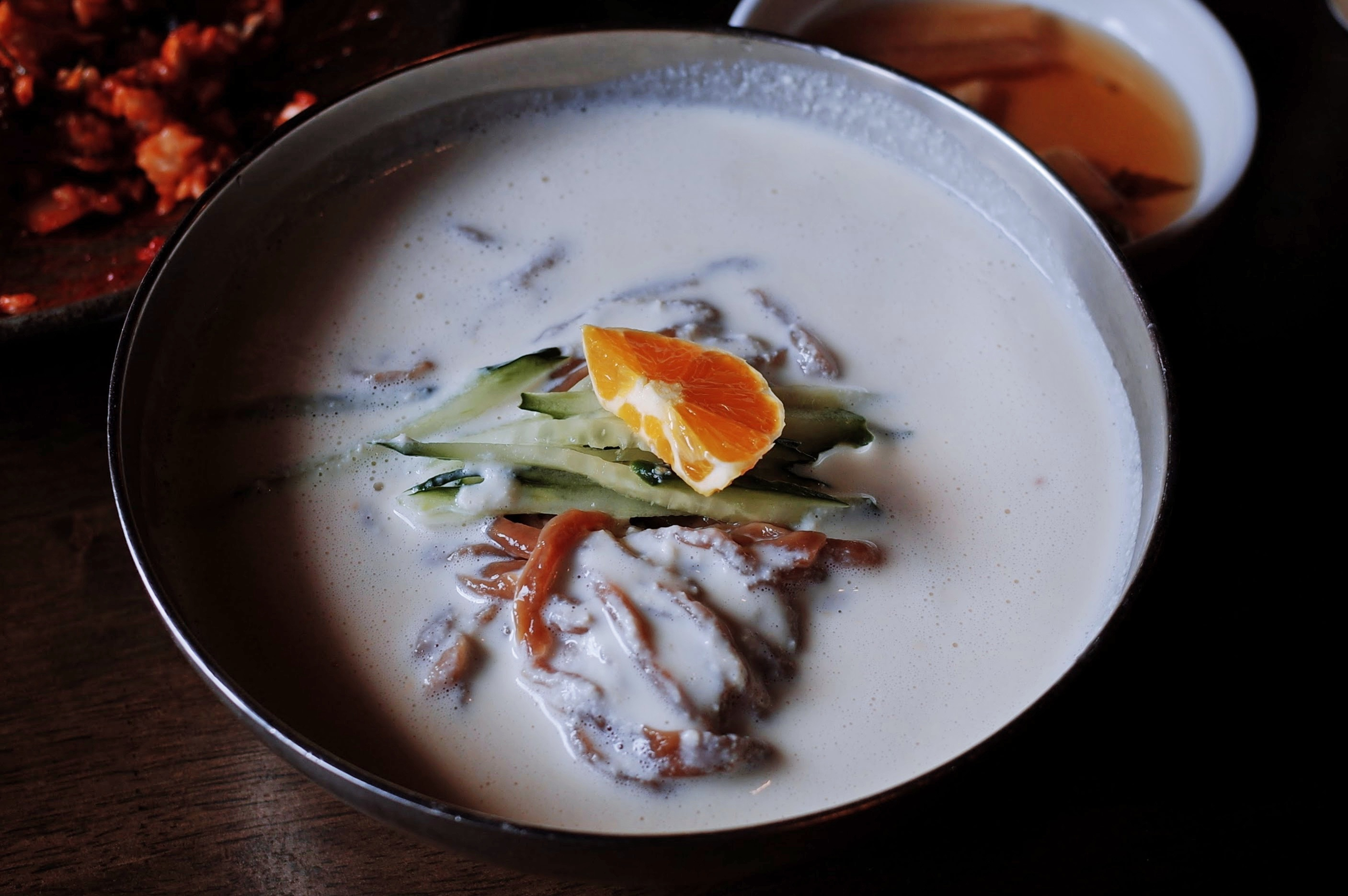
콩국수
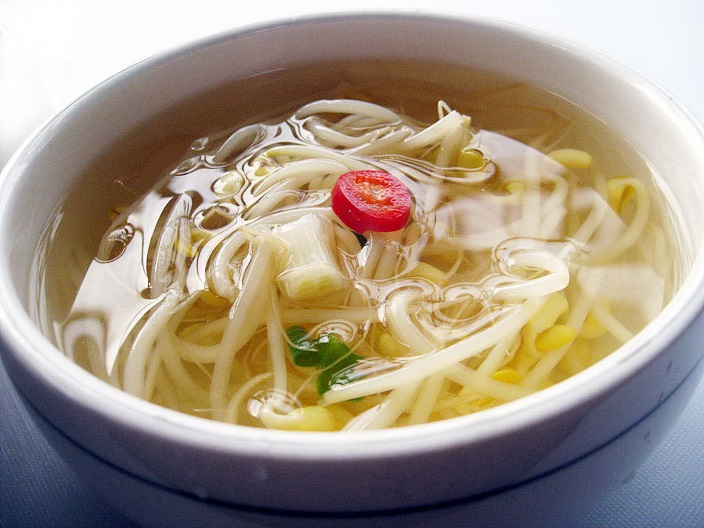
콩나물냉국

### 아시아

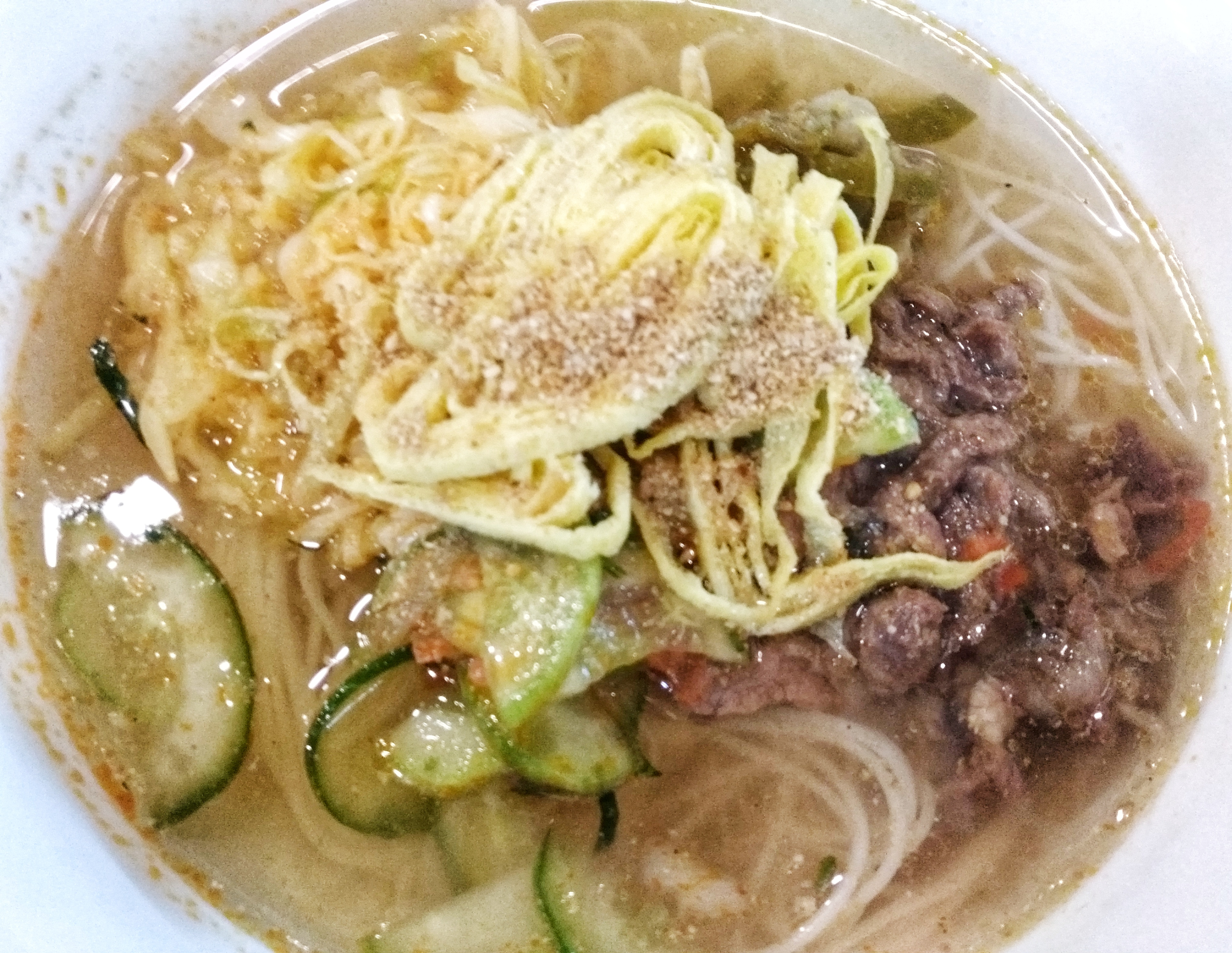
국시
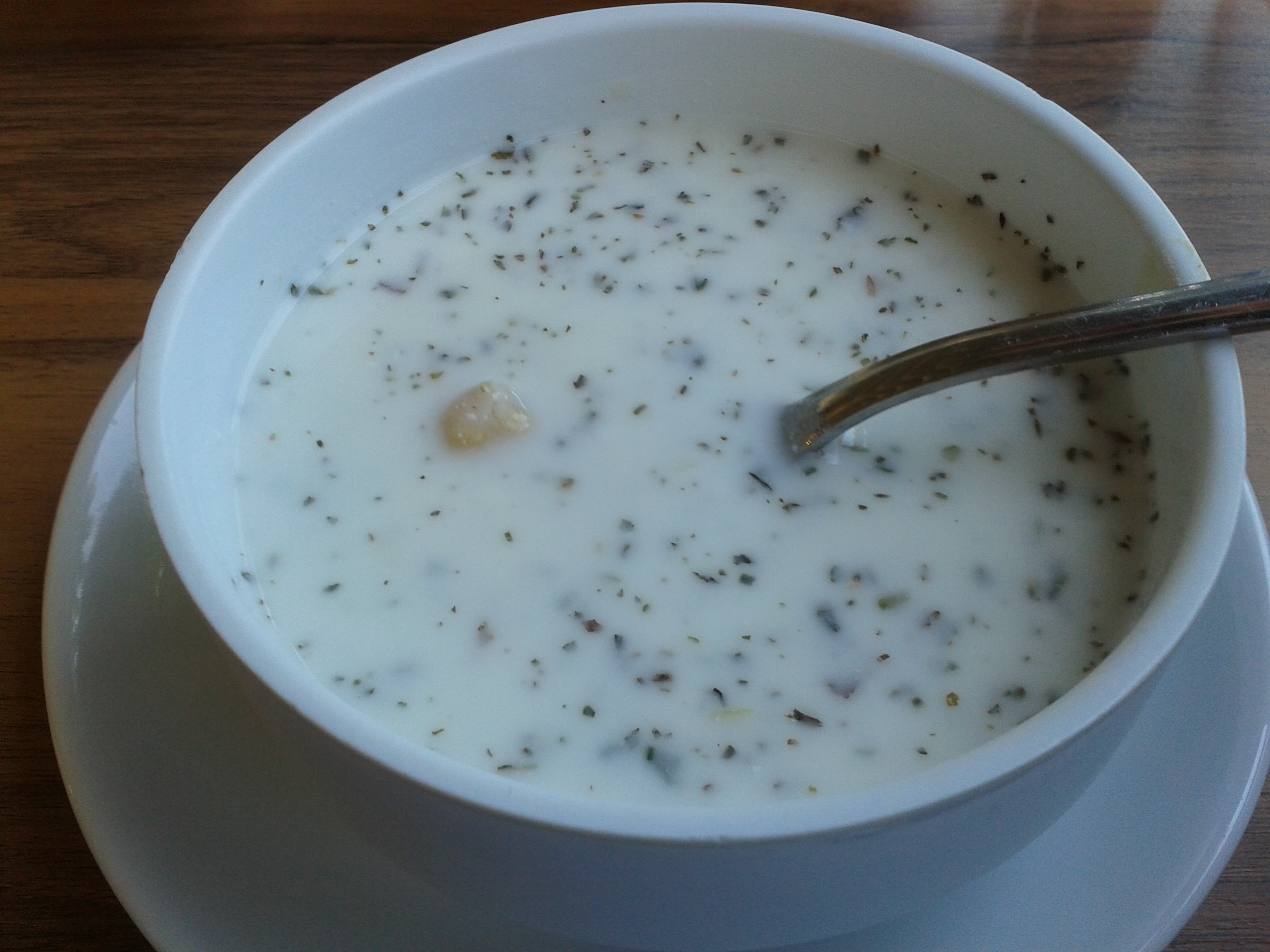
아이란 아슈
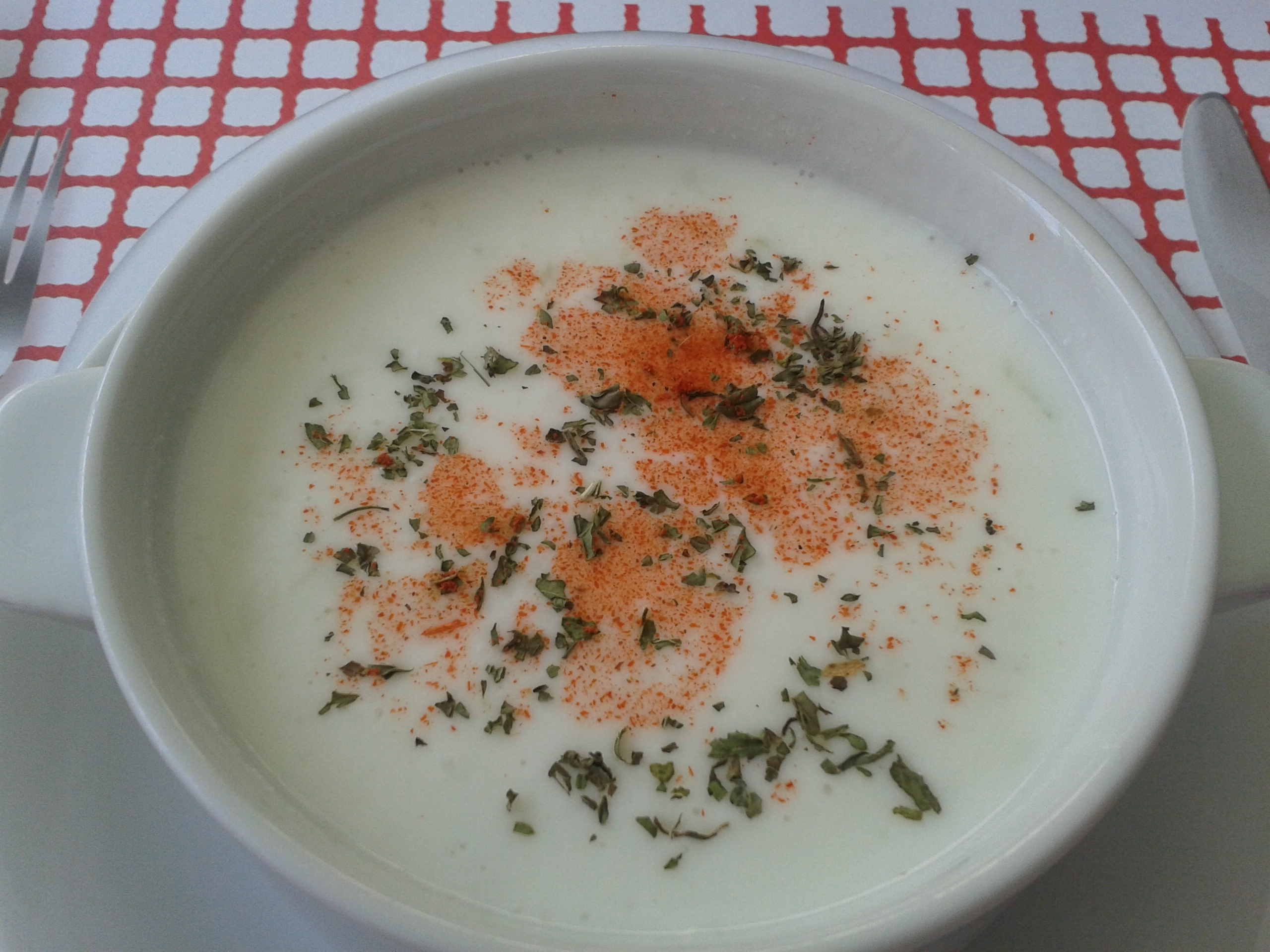
자즈크

### 유럽

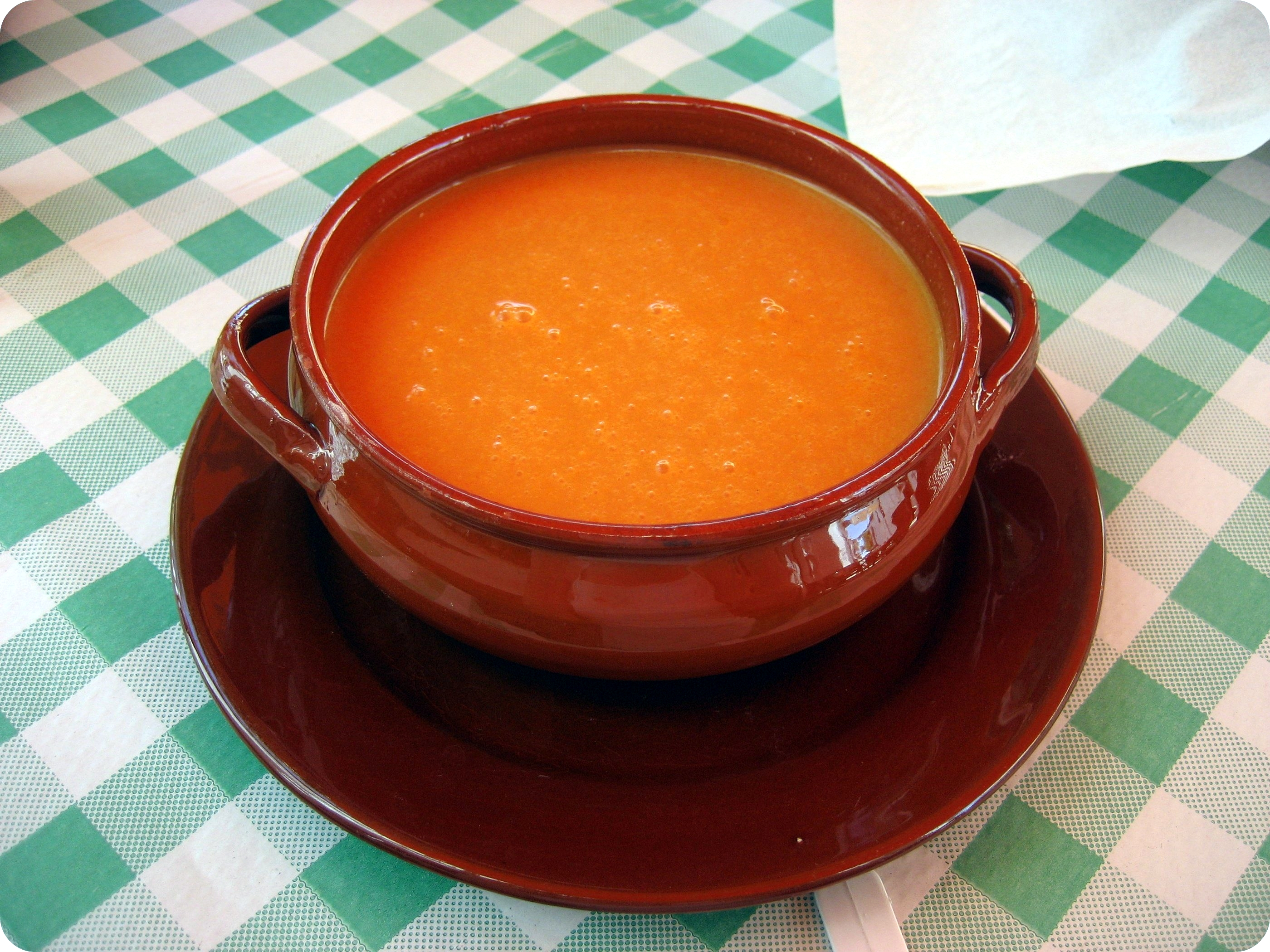
가스파초
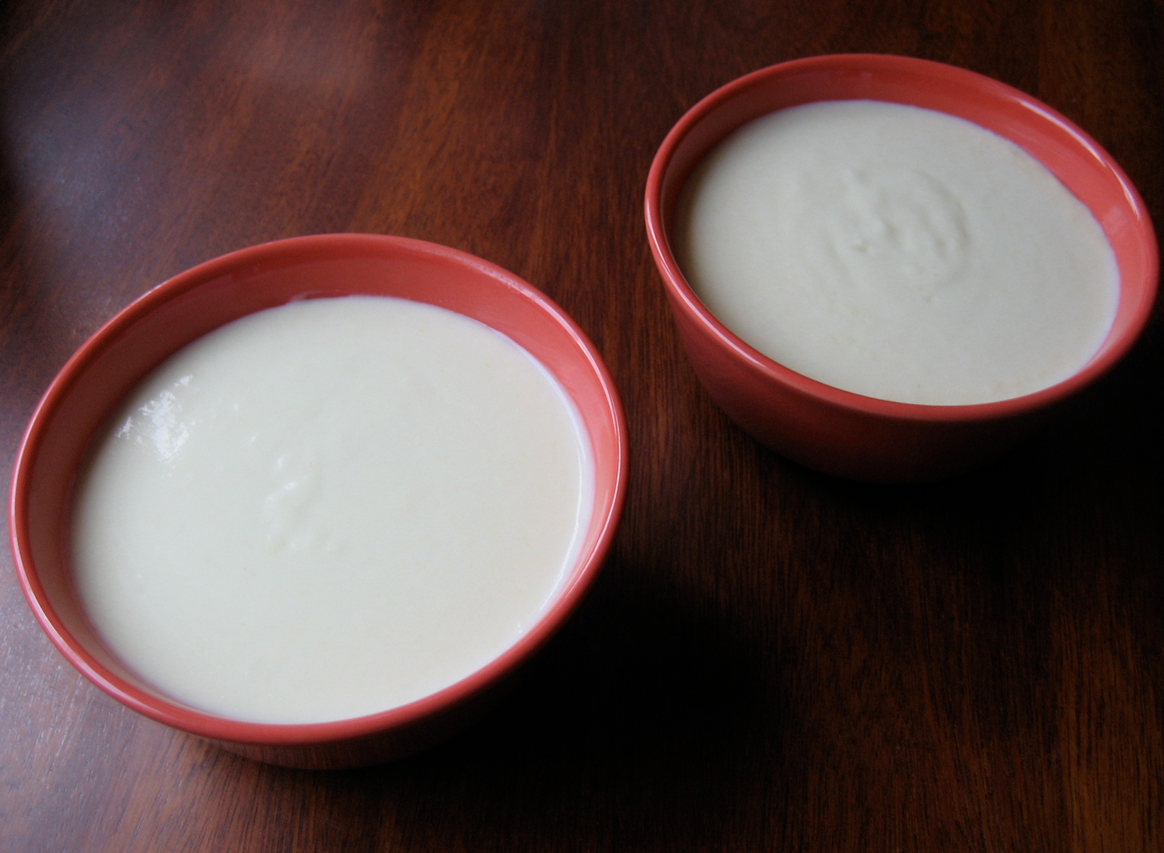
비시수아즈
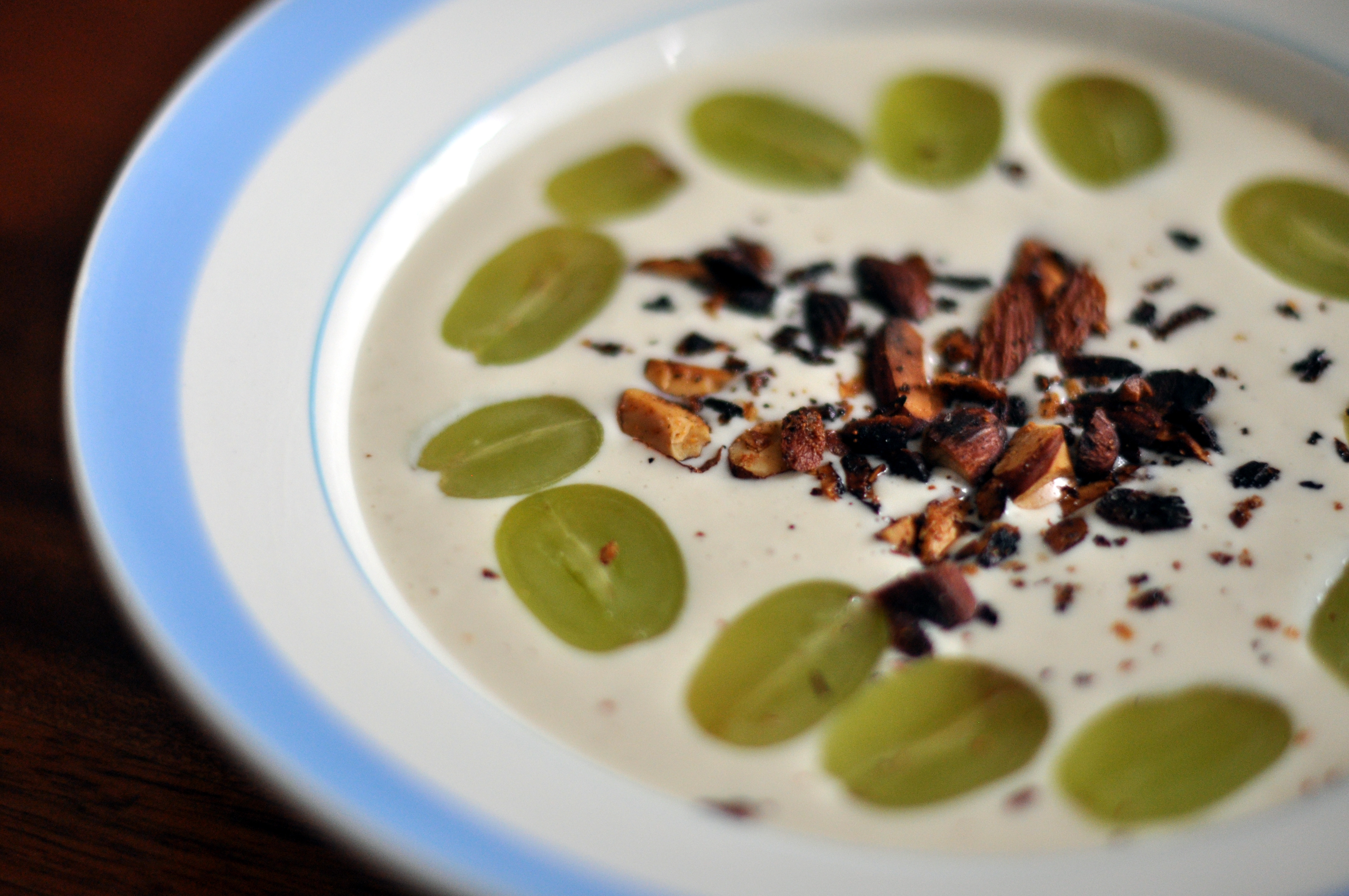
아호블랑코
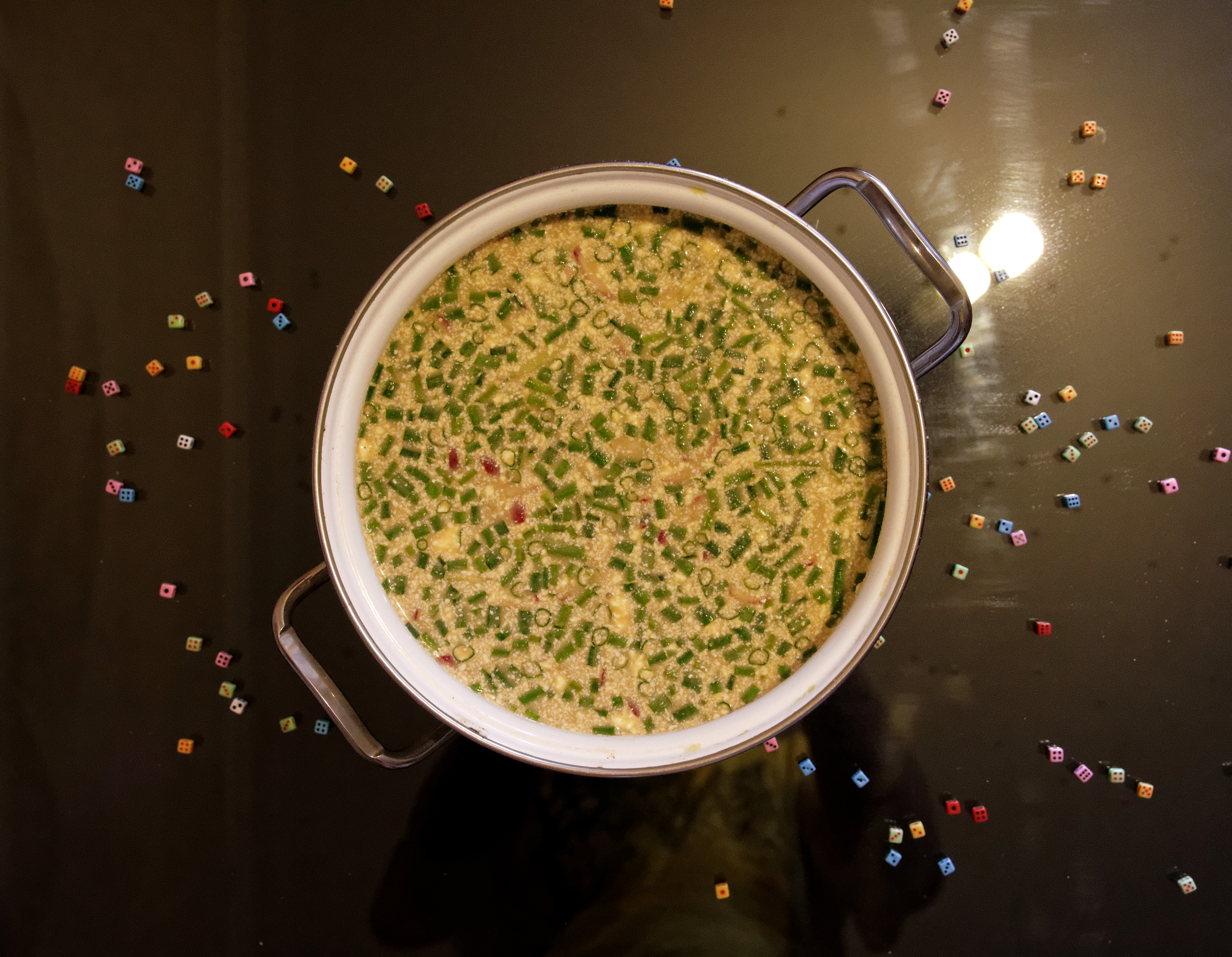
오크로시카
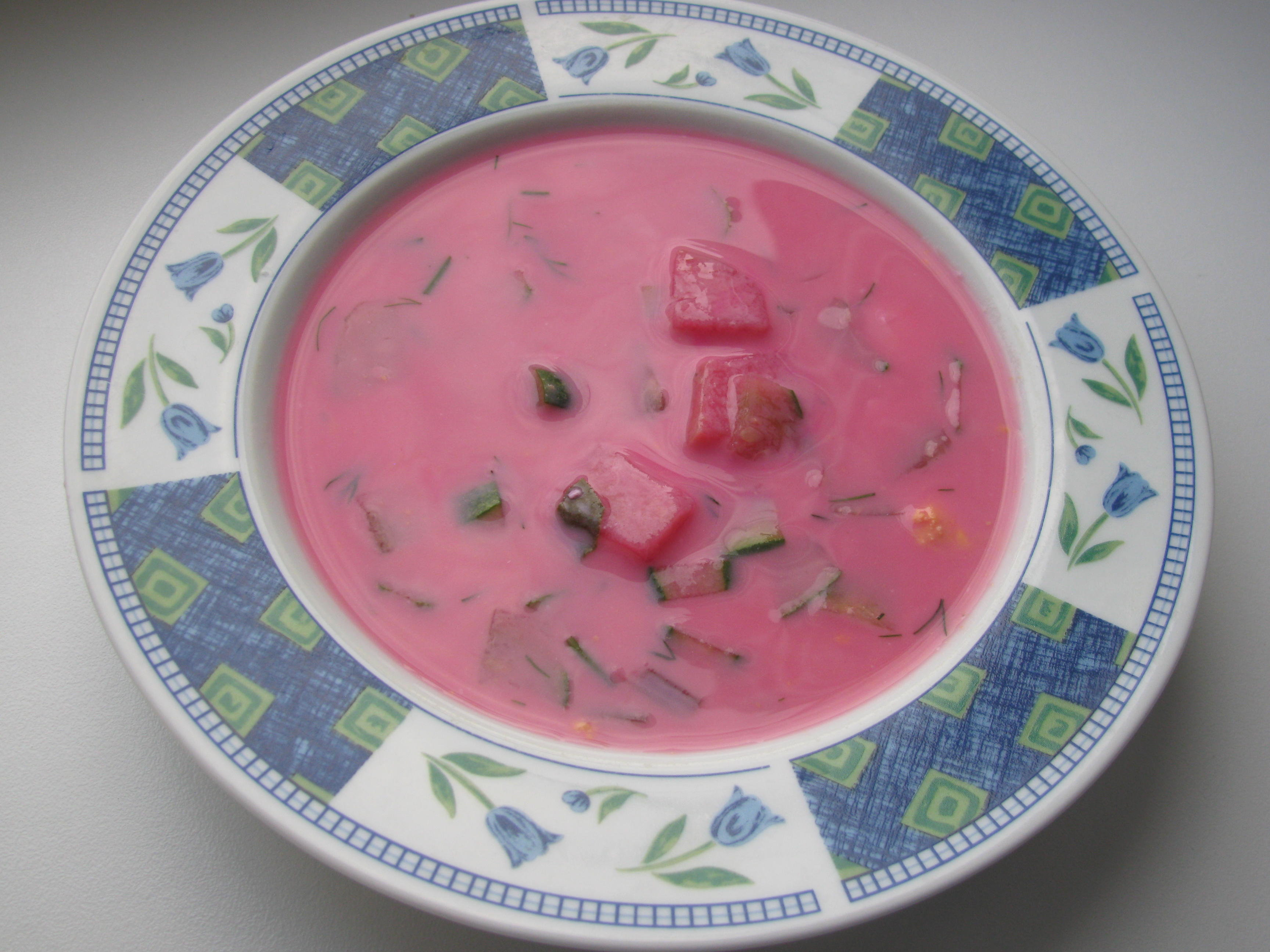
찬 보르시
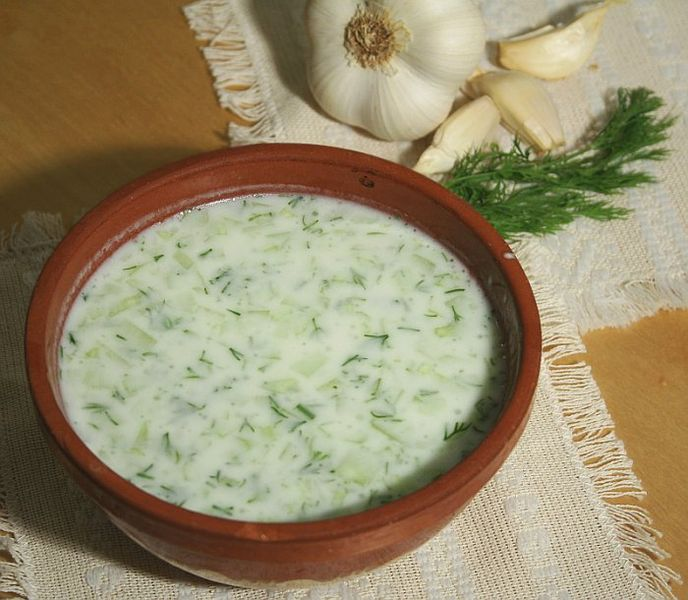
타라토르